# DVD+R
DVD+R (англ. Digital Versatile Disc Recordable) — формат DVD дисків одноразового запису. Сумісний із стандартом багаторазового запису DVD+RW.
Розроблений альянсом фірм в середині 2002 року. Цей формат не був прийнятий DVD-форумом проте обслуговується 90 % програвачів. В 2003 було презентовано технологію двохшарових DVD+RW дисків ємністю 8,5 Гб. Ця технологія була впроваджена на початку 2004 року.